# ハーモン・キルブルー
ハーモン・クレイトン・キルブルー・ジュニア（Harmon Clayton Killebrew Jr., 1936年6月29日 - 2011年5月17日）は、アメリカ合衆国アイダホ州出身のプロ野球選手（内野手）。「キルブリュー」と表記される場合もある。

## 経歴

### 少年時代
キルブルーは1936年6月29日、アイダホ州ペイエット郡ペイエット市に保安官を務めるハーモン・キルブルー・シニアの四男として生まれた。父はかつてのカレッジフットボールの選手だったこともあり、キルブルーのみならず、兄弟全員学生スポーツに親しんでいたという。
キルブルー自身は10代の頃は地元の農家で働きながら、地元・ペイエット高等学校に学び、高校時代はアメリカンフットボール選手として活躍、ポジションはクォーターバックだったという。卒業直前にはオレゴン大学から特待生のオファーを受けていたほどだが、これはキルブルーが断っている。
その一方で野球もプレイしており、地元のセミプロチームで1950年代にプレイしていたが、このときに打率.847という驚異的な成績を挙げたことで評判になり、地元アイダホ州選出の上院議員ハーマン・ウェルカーは親交があるワシントン・セネタースオーナー、クラーク・グリフィスにキルブルーの評判を話すと、グリフィスはすぐさまスカウトを派遣、そして1954年6月19日キルブルーは50000ドルの破格の契約金でセネタースに入団することとなった。

### ワシントン・セネタース時代（1954年 - 1960年）

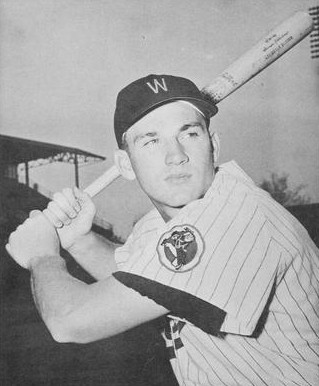
セネタースのユニフォーム当時のキルブルー（1959年）

キルブルーは当時MLBにあったボーナスルールの適用を受けて、契約からわずか4日後、18歳の誕生日を6日後に控えた6月23日にメジャーデビューを果たした。初日は代走での出場だったという。その後8月23日の対フィラデルフィア・アスレチックス戦ダブルヘッダー第2試合にて初安打、初本塁打は翌1955年6月24日に
デトロイト・タイガース戦でだった。 しかしながら、ボーナスルール適用の2シーズン、キルブルーは93打数34三振、打率.215、4本塁打と力不足は否めず、三塁の守備においても不安を残したという。
ボーナスルールの適用が終わった1956年より、キルブルーはセネタース傘下のマイナーチームから始動することとなる。1956年は5月の時点でセネタースに昇格するが、打率.115と結果が残せず再びマイナーに降格、1957年と1958年シーズンのほとんどはマイナーチームで過ごし、怪我の補充要員としてセネタースに昇格することはあったが2年間でトータル22試合しか出場していない。
だが、マイナーで3年間確実に鍛えられたこともあり、迎えた1959年シーズン、セネタースの正三塁手だった
エディ・ヨーストがデトロイト・タイガースに移籍したこと、またカルビン・グリフィスオーナーがキルブルーを後釜に据えるべくバックアップしたことから、キルブルーは正三塁手としてプレイすることになった。これが奏したのか、同年5月1日から17日にかけて、キルブルーは5回の複数本塁打を放つほか、5月12日の試合では初の1試合5打点を記録するという固め打ちをやり、前半戦終了の時点で28本塁打を放った。同年のオールスターゲームにも初出場した。後半戦も14本塁打を放ち、終わってみれば42本塁打を記録し、キルブルーは自身初のアメリカンリーグ本塁打王を受賞した。また、新人王候補にも投票されたという。 
1960年シーズンは怪我で出遅れたこともあり、復帰は5月になった。同年は124試合出場で31本塁打を放ち、チームはリーグ2位だったが、このシーズンを最後にセネタースはミネソタ州に移転、チーム名もミネソタ・ツインズに変わることが決まる。

### ミネソタ・ツインズ時代（1961年 - 1974年）
1961年、新生・ツインズとしての初年度、キルブルーはチームキャプテンとして任命され、同年は打率.288、46本塁打、122打点を記録し、また自己最多の7本の三塁打も打った。また、同年7月4日に自身のキャリア唯一のランニング本塁打を放ったが、これは新本拠地メトロポリタン・スタジアム初のランニング本塁打だった。
1962年、大腿の筋肉を傷めたこともあり、このシーズンより左翼手としてプレイすることになるが、同年は4月、6月は大スランプで、打率2割を下回るほどだった。このため、このシーズンのみMLBオールスターゲームに選出されなかったという。しかし、同年6月18日のクリーブランド・インディアンス戦で満塁本塁打を打ったことから復調し、終わってみれば48本塁打、126打点を記録し、2度目のアメリカンリーグ本塁打王と初のアメリカンリーグ打点王の二冠を獲得した。その一方で106四球も記録し、前述の大スランプのために打率は.243と自己最低の記録となり、リーグ最多の142三振も喫した。
1963年シーズンは4月半ばに膝を故障し、回復が遅れたことでひと月近く戦線を離脱するが、復帰後はチーム6連勝にも貢献する。9月21日のボストン・レッドソックス戦では自身初の1試合3本塁打を放ち、このシーズンでは打率.258、45本塁打、96打点を記録し、3度目のアメリカンリーグ本塁打王を獲得。シーズン後に4月に痛めた膝を手術した。
1964年、キルブルーは膝の手術明けもあり、左翼から再び内野にコンバートされる。同年は打率.270、49本塁打、111打点を記録し、2年連続4度目の本塁打王に輝く。
1965年、キルブルーはホームのメトロポリタン・スタジアムで行われた同年のオールスターゲームに出場し、違う3ポジションで出場した初の選手となり、試合でも2点本塁打を放った。8月2日、ボルチモア・オリオールズ戦で守備中に肘を脱臼し、9月半ばまで戦線離脱してしまう。しかし、キルブルー離脱に関わらず、残ったチームメイトの奮闘もあって、後半戦28勝19敗を挙げてツインズはアメリカンリーグ優勝を果たした。このキルブルーの1965年レギュラーシーズンは脱臼による戦線離脱のため、25本塁打、75打点にとどまった。

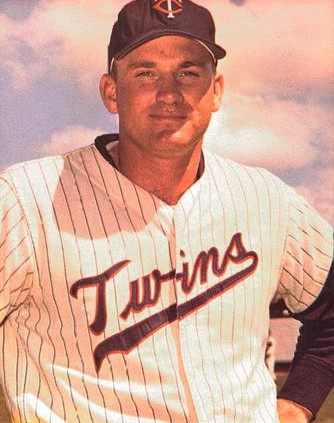
ツインズのユニフォーム姿のキルブルー（1965年）

そしてロサンゼルス・ドジャースが相手となった同年のワールドシリーズは、キルブルー唯一のワールドシリーズ出場となる。第4戦でキルブルーはドン・ドライスデールから本塁打を放つものの、3試合で完封負けもあってシリーズはドジャースに敗れてしまった。
1966年シーズンは打率.281、39本塁打、110打点とリーグ最多の103四球だったが、MVP投票では同年ワールドシリーズを制したボルチモア・オリオールズのフランク・ロビンソン、ブルックス・ロビンソン、ブーグ・パウエルに次ぐ4位の投票数だった。
1967年6月3日、対エンゼルス戦にて、キルブルーがルー・バーデットから放った本塁打は本塁より520フィート（158.5m）の観客席に届き、メトロポリタン・スタジアム最長の本塁打となる。その落下地点になったスタンドの椅子は赤く塗られた。このシーズンでは前年のリーグチャンピオンの勢いもあったのだが、結果はボストン・レッドソックスが優勝、タイガースと2位タイに終わる。また、キルブルーは打率.269、44本塁打、113打点を記録し、本塁打数でカール・ヤストレムスキーと並ぶアメリカンリーグ本塁打王を獲得した。
1968年、キルブルーは故郷アイダホで、無関係な株の売買で勝手に自らの名前が使われたために検察に出廷、承認を務めざるを得ない事態に見舞われ、このためにこのシーズンは打率2割前後に始まり、前半戦終了時は打率.204、13本塁打となる。加えて、同年のオールスターゲームでは遊撃手のジム・フレゴシの送球が足に当たって、試合中に担架で運ばれ、しかもその怪我が現役続行に関わるほどの重傷だったため、9月に復帰は果たせたものの不本意な1年に終わる。

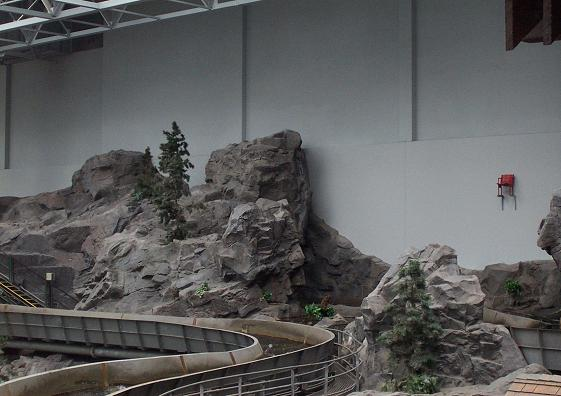
現在もモール・オブ・アメリカの壁にくくりつけられている、キルブルーの最長本塁打地点の赤い椅子

同シーズンオフは7ヶ月間もリハビリにあて、1969年シーズンを迎える。同年7月5日のアスレチックス戦では自身最多の1試合6打点を記録し、さらに9月7日の同アスレチックス戦では3点本塁打・満塁本塁打という離れ業で1試合7打点という固め打ちも記録した。キルブルー自身も162試合フル出場を果たし、キャリアハイの49本塁打、140打点を記録し、1962年以来の本塁打・打点の二冠王を獲得し、さらにはアメリカンリーグMVPにも輝いた。加えて、このシーズンは監督にビリー・マーチンが就任したこともあり、チームは西地区優勝を果たしている。
1970年は41本塁打、113打点を記録し、MVP投票でもチームメイトのトニー・オリバとブーグ・パウエルの2人に次ぐ3位につけていた。
1971年、キルブルーの年俸が100000ドル（現在換算で618652ドル）となり、セネタース・ツインズを通して史上初の10万ドルプレイヤーとなるが、この頃より衰えが見えるようになる。同年のオールスターゲームが自身最後の出場となり、オールスター明けの8月10日の試合で500号本塁打を達成。シーズンでは打率.254、28本塁打、119打点と3度目のアメリカンリーグ打点王となっている。
1972年、打率.231、26本塁打、74打点を記録するが、返球の遅れなどで、チームメイトから衰えを不安視する声があった。翌1973年はシーズンオフに足を手術したが、同年6月25日の試合でスライディングした際に足を痛めたことで、同年は69試合出場、5本塁打にとどまる。
1974年、5月5日のタイガース戦で550号本塁打を達成し、これを記念してツインズは8月に「ハーモン・キルブルー・デイ」を開催し、キルブルー引退後に自身の背番号『3』の永久欠番指定が確約される。このシーズンは打率.222、13本塁打、54打点を記録したが、同年12月、チームよりキルブルーにコーチ就任もしくは傘下マイナーチームの監督就任、あるいはチーム放出を通告されたが、キルブルーは現役続行を選び、ツインズを退団した。

### カンザスシティ・ロイヤルズ時代 - 引退まで（1975年）
1975年1月24日、ツインズ退団後キルブルーは1年契約でカンザスシティ・ロイヤルズと契約。5月4日上、ツインズ戦にてキルブルーがツインズ在籍時につけていた背番号『3』が確約通りチーム初の永久欠番に指定されることが表明され、キルブルーもこれに応えてその試合で本塁打を打っている。このシーズンは106試合出場で打率.199だったが、14本塁打、44打点を記録した。同シーズン終了後にロイヤルズはキルブルーに戦力外通告し、翌1976年3月、キルブルーは現役引退を表明した。
引退時、通算573本塁打は、引退当時はハンク・アーロン、ベーブ・ルース、ウィリー・メイズ、フランク・ロビンソンに次ぐMLB歴代5位（現在は歴代9位）、アメリカンリーグのみのキャリア選手においては、引退当時ベーブ・ルースに次ぐ堂々たる記録であった。

### 引退後

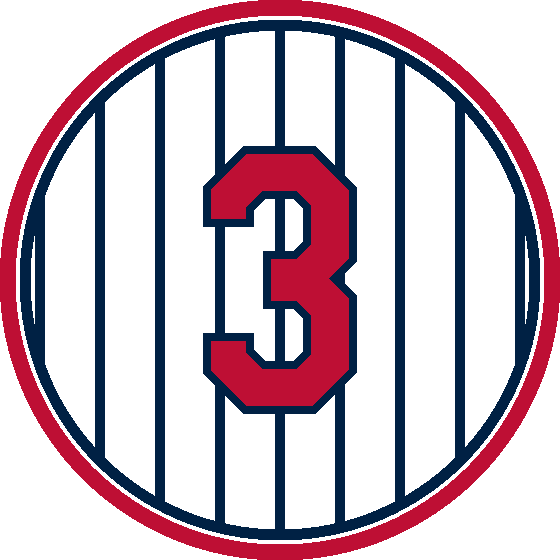
キルブルーのツインズ在籍時の背番号「3」。
ミネソタ・ツインズの永久欠番に1975年指定。

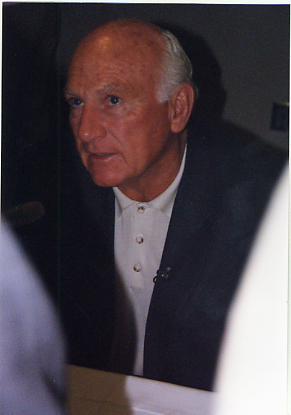
2007年

引退後はツインズの専属解説者として活動、アメリカ野球殿堂には1981年が資格初年度だったが、通算打率.256、通算三振数も1699という点で資格初年度での殿堂入りは果たせなかったが、3年後の1984年に殿堂入りを果たした。
また、解説者活動と平行して企業家として保険、自動車販売、ファイナンシャルプランナーとしても成功している。1998年に健康管理慈善団体、ハーモン・キルブルー財団を設立すると共に、解説者・これまでの事業を退任してアリゾナ州スコッツデールに移住、現地にて活動していた。
2011年5月17日、食道癌のためアリゾナ州スコッツデールの自宅で死去。74歳没。

## 選手としての特徴
- ニックネームは、苗字をもじってつけられたKiller（キラー：殺し屋）。しかし、ニックネームとは対照的に、穏やかな性格の選手で、現役生活の中で退場経験は一度もないという。

- 出場試合は、来歴の通り一塁手としての出場が最多（969試合）だが、現役スタート時は三塁手（791試合）、またミネソタ移転後は外野手（470試合）として出場している。

- 1968年に制定されたMLBロゴはキルブルーを元にデザインしたと言われ、自身も信じていたが、近年作者により否定された。

## 詳細情報

### 年度別打撃成績
| 年 度     | 球 団     | 試 合 | 打 席 | 打 数 | 得 点 | 安 打 | 二 塁 打 | 三 塁 打 | 本 塁 打 | 塁 打 | 打 点 | 盗 塁 | 盗 塁 死 | 犠 打 | 犠 飛 | 四 球 | 敬 遠 | 死 球 | 三 振 | 併 殺 打 | 打 率 | 出 塁 率 | 長 打 率 | O P S |
| --------- | --------- | ----- | ----- | ----- | ----- | ----- | -------- | -------- | -------- | ----- | ----- | ----- | -------- | ----- | ----- | ----- | ----- | ----- | ----- | -------- | ----- | -------- | -------- | ----- |
| 1954      | WS2 MIN   | 9     | 15    | 13    | 1     | 4     | 1        | 0        | 0        | 5     | 3     | 0     | 0        | 0     | 0     | 2     | -     | 0     | 3     | 1        | .308  | .400     | .385     | .785  |
| 1955      | WS2 MIN   | 38    | 89    | 80    | 12    | 16    | 1        | 0        | 4        | 29    | 7     | 0     | 0        | 0     | 0     | 9     | 0     | 0     | 31    | 3        | .200  | .281     | .363     | .643  |
| 1956      | WS2 MIN   | 44    | 110   | 99    | 10    | 22    | 2        | 0        | 5        | 39    | 13    | 0     | 0        | 0     | 1     | 10    | 0     | 0     | 39    | 2        | .222  | .291     | .394     | .685  |
| 1957      | WS2 MIN   | 9     | 33    | 31    | 4     | 9     | 2        | 0        | 2        | 17    | 5     | 0     | 0        | 0     | 0     | 2     | 0     | 0     | 8     | 0        | .290  | .333     | .548     | .882  |
| 1958      | WS2 MIN   | 13    | 33    | 31    | 2     | 6     | 0        | 0        | 0        | 6     | 2     | 0     | 0        | 0     | 1     | 0     | 0     | 1     | 12    | 0        | .194  | .212     | .194     | .406  |
| 1959      | WS2 MIN   | 153   | 647   | 546   | 98    | 132   | 20       | 2        | 42       | 282   | 105   | 3     | 2        | 0     | 4     | 90    | 1     | 7     | 116   | 12       | .242  | .354     | .516     | .870  |
| 1960      | WS2 MIN   | 124   | 517   | 442   | 84    | 122   | 19       | 1        | 31       | 236   | 80    | 1     | 0        | 0     | 3     | 71    | 3     | 1     | 106   | 10       | .276  | .375     | .534     | .909  |
| 1961      | WS2 MIN   | 150   | 656   | 541   | 94    | 156   | 20       | 7        | 46       | 328   | 122   | 1     | 2        | 0     | 5     | 107   | 6     | 3     | 109   | 11       | .288  | .405     | .606     | 1.012 |
| 1962      | WS2 MIN   | 155   | 666   | 552   | 85    | 134   | 21       | 1        | 48       | 301   | 126   | 1     | 2        | 0     | 4     | 106   | 6     | 4     | 142   | 14       | .243  | .366     | .545     | .912  |
| 1963      | WS2 MIN   | 142   | 596   | 515   | 88    | 133   | 18       | 0        | 45       | 286   | 96    | 0     | 0        | 0     | 6     | 72    | 4     | 3     | 105   | 16       | .258  | .349     | .555     | .904  |
| 1964      | WS2 MIN   | 158   | 682   | 577   | 95    | 156   | 11       | 1        | 49       | 316   | 111   | 0     | 0        | 0     | 4     | 93    | 5     | 8     | 135   | 15       | .270  | .377     | .548     | .924  |
| 1965      | WS2 MIN   | 113   | 479   | 401   | 78    | 108   | 16       | 1        | 25       | 201   | 75    | 0     | 0        | 0     | 2     | 72    | 12    | 4     | 69    | 10       | .269  | .384     | .501     | .885  |
| 1966      | WS2 MIN   | 162   | 677   | 569   | 89    | 160   | 27       | 1        | 39       | 306   | 110   | 0     | 2        | 0     | 3     | 103   | 18    | 2     | 98    | 12       | .281  | .391     | .538     | .929  |
| 1967      | WS2 MIN   | 163   | 689   | 547   | 105   | 147   | 24       | 1        | 44       | 305   | 113   | 1     | 0        | 0     | 8     | 131   | 15    | 3     | 111   | 16       | .269  | .408     | .558     | .965  |
| 1968      | WS2 MIN   | 100   | 371   | 295   | 40    | 62    | 7        | 2        | 17       | 124   | 40    | 0     | 0        | 0     | 4     | 70    | 9     | 2     | 70    | 13       | .210  | .361     | .420     | .782  |
| 1969      | WS2 MIN   | 162   | 709   | 555   | 106   | 153   | 20       | 2        | 49       | 324   | 140   | 8     | 2        | 0     | 4     | 145   | 20    | 5     | 84    | 16       | .276  | .427     | .584     | 1.011 |
| 1970      | WS2 MIN   | 157   | 665   | 527   | 96    | 143   | 20       | 1        | 41       | 288   | 113   | 0     | 3        | 0     | 8     | 128   | 23    | 2     | 84    | 28       | .271  | .411     | .546     | .957  |
| 1971      | WS2 MIN   | 147   | 624   | 500   | 61    | 127   | 19       | 1        | 28       | 232   | 119   | 3     | 2        | 0     | 10    | 114   | 14    | 0     | 96    | 21       | .254  | .386     | .464     | .850  |
| 1972      | WS2 MIN   | 139   | 532   | 433   | 53    | 100   | 13       | 2        | 26       | 195   | 74    | 0     | 1        | 0     | 4     | 94    | 12    | 1     | 91    | 16       | .231  | .367     | .450     | .817  |
| 1973      | WS2 MIN   | 69    | 290   | 248   | 29    | 60    | 9        | 1        | 5        | 86    | 32    | 0     | 0        | 0     | 0     | 41    | 2     | 1     | 59    | 10       | .242  | .352     | .347     | .698  |
| 1974      | WS2 MIN   | 122   | 382   | 333   | 28    | 74    | 7        | 0        | 13       | 120   | 54    | 0     | 0        | 0     | 4     | 45    | 6     | 0     | 61    | 12       | .222  | .312     | .360     | .672  |
| 1975      | KC        | 106   | 369   | 312   | 25    | 62    | 13       | 0        | 14       | 117   | 44    | 1     | 2        | 0     | 2     | 54    | 4     | 1     | 70    | 5        | .199  | .317     | .375     | .692  |
| MLB：22年 | MLB：22年 | 2435  | 9831  | 8147  | 1283  | 2086  | 290      | 24       | 573      | 4143  | 1584  | 19    | 18       | 0     | 77    | 1559  | 160   | 48    | 1699  | 243      | .256  | .376     | .509     | .884  |

- 各年度の太字はリーグ最高

### 年度別守備成績
内野守備
| 年 度 | 球 団   | 一塁（1B） | 一塁（1B） | 一塁（1B） | 一塁（1B） | 一塁（1B） | 一塁（1B） | 二塁（2B） | 二塁（2B） | 二塁（2B） | 二塁（2B） | 二塁（2B） | 二塁（2B） | 三塁（3B） | 三塁（3B） | 三塁（3B） | 三塁（3B） | 三塁（3B） | 三塁（3B） |
| 年 度 | 球 団   | 試 合      | 刺 殺      | 補 殺      | 失 策      | 併 殺      | 守 備 率   | 試 合      | 刺 殺      | 補 殺      | 失 策      | 併 殺      | 守 備 率   | 試 合      | 刺 殺      | 補 殺      | 失 策      | 併 殺      | 守 備 率   |
| ----- | ------- | ---------- | ---------- | ---------- | ---------- | ---------- | ---------- | ---------- | ---------- | ---------- | ---------- | ---------- | ---------- | ---------- | ---------- | ---------- | ---------- | ---------- | ---------- |
| 1954  | WS2 MIN | -          | -          | -          | -          | -          | -          | 3          | 5          | 2          | 0          | 0          | 1.000      | -          | -          | -          | -          | -          | -          |
| 1955  | WS2 MIN | -          | -          | -          | -          | -          | -          | 3          | 1          | 0          | 0          | 0          | 1.000      | 23         | 23         | 49         | 5          | 3          | .935       |
| 1956  | WS2 MIN | -          | -          | -          | -          | -          | -          | 4          | 6          | 4          | 1          | 1          | .909       | 20         | 18         | 40         | 3          | 3          | .951       |
| 1957  | WS2 MIN | -          | -          | -          | -          | -          | -          | 1          | 0          | 0          | 0          | 0          | ----       | 7          | 2          | 16         | 1          | 2          | .947       |
| 1958  | WS2 MIN | -          | -          | -          | -          | -          | -          | -          | -          | -          | -          | -          | -          | 9          | 8          | 13         | 0          | 1          | 1.000      |
| 1959  | WS2 MIN | -          | -          | -          | -          | -          | -          | -          | -          | -          | -          | -          | -          | 150        | 129        | 325        | 30         | 18         | .938       |
| 1960  | WS2 MIN | 71         | 584        | 32         | 8          | 69         | .987       | -          | -          | -          | -          | -          | -          | 65         | 45         | 103        | 9          | 7          | .943       |
| 1961  | WS2 MIN | 119        | 972        | 67         | 14         | 91         | .987       | -          | -          | -          | -          | -          | -          | 45         | 28         | 75         | 9          | 10         | .920       |
| 1962  | WS2 MIN | 4          | 14         | 0          | 1          | 4          | .933       | -          | -          | -          | -          | -          | -          | -          | -          | -          | -          | -          | -          |
| 1965  | WS2 MIN | 72         | 636        | 35         | 8          | 64         | .988       | -          | -          | -          | -          | -          | -          | 44         | 37         | 78         | 4          | 3          | .966       |
| 1966  | WS2 MIN | 42         | 330        | 15         | 4          | 30         | .989       | -          | -          | -          | -          | -          | -          | 107        | 83         | 190        | 14         | 11         | .951       |
| 1967  | WS2 MIN | 160        | 1283       | 86         | 11         | 100        | .992       | -          | -          | -          | -          | -          | -          | 3          | 2          | 3          | 1          | 0          | .833       |
| 1968  | WS2 MIN | 77         | 594        | 56         | 4          | 50         | .994       | -          | -          | -          | -          | -          | -          | 11         | 7          | 15         | 3          | 1          | .880       |
| 1969  | WS2 MIN | 80         | 574        | 34         | 2          | 55         | .997       | -          | -          | -          | -          | -          | -          | 105        | 75         | 185        | 20         | 12         | .929       |
| 1970  | WS2 MIN | 28         | 204        | 9          | 3          | 14         | .986       | -          | -          | -          | -          | -          | -          | 138        | 108        | 203        | 17         | 14         | .948       |
| 1971  | WS2 MIN | 90         | 658        | 56         | 2          | 52         | .997       | -          | -          | -          | -          | -          | -          | 64         | 42         | 93         | 11         | 3          | .925       |
| 1972  | WS2 MIN | 130        | 995        | 99         | 9          | 82         | .992       | -          | -          | -          | -          | -          | -          | -          | -          | -          | -          | -          | -          |
| 1973  | WS2 MIN | 57         | 431        | 45         | 1          | 42         | .998       | -          | -          | -          | -          | -          | -          | -          | -          | -          | -          | -          | -          |
| 1974  | WS2 MIN | 33         | 218        | 21         | 2          | 21         | .992       | -          | -          | -          | -          | -          | -          | -          | -          | -          | -          | -          | -          |
| 1975  | KC      | 6          | 28         | 0          | 0          | 4          | 1.000      | -          | -          | -          | -          | -          | -          | -          | -          | -          | -          | -          | -          |
| MLB   | MLB     | 969        | 7521       | 555        | 69         | 678        | .992       | 11         | 12         | 6          | 1          | 1          | .947       | 791        | 607        | 1388       | 127        | 88         | .940       |

外野守備
| 年 度 | 球 団   | 左翼（LF） | 左翼（LF） | 左翼（LF） | 左翼（LF） | 左翼（LF） | 左翼（LF） | 右翼（RF） | 右翼（RF） | 右翼（RF） | 右翼（RF） | 右翼（RF） | 右翼（RF） |
| 年 度 | 球 団   | 試 合      | 刺 殺      | 補 殺      | 失 策      | 併 殺      | 守 備 率   | 試 合      | 刺 殺      | 補 殺      | 失 策      | 併 殺      | 守 備 率   |
| ----- | ------- | ---------- | ---------- | ---------- | ---------- | ---------- | ---------- | ---------- | ---------- | ---------- | ---------- | ---------- | ---------- |
| 1959  | WS2 MIN | 4          | 6          | 0          | 0          | 0          | 1.000      | -          | -          | -          | -          | -          | -          |
| 1961  | WS2 MIN | 2          | 3          | 1          | 0          | 0          | 1.000      | -          | -          | -          | -          | -          | -          |
| 1962  | WS2 MIN | 151        | 225        | 5          | 7          | 0          | .970       | -          | -          | -          | -          | -          | -          |
| 1963  | WS2 MIN | 137        | 215        | 7          | 3          | 0          | .987       | -          | -          | -          | -          | -          | -          |
| 1964  | WS2 MIN | 157        | 233        | 3          | 7          | 0          | .971       | 1          | 0          | 0          | 0          | 0          | ----       |
| 1965  | WS2 MIN | 2          | 0          | 0          | 0          | 0          | ----       | -          | -          | -          | -          | -          | -          |
| 1966  | WS2 MIN | 18         | 23         | 0          | 0          | 0          | 1.000      | -          | -          | -          | -          | -          | -          |
| MLB   | MLB     | 471        | 705        | 16         | 17         | 0          | .977       | 1          | 0          | 0          | 0          | 0          | ----       |

- 各年度の太字はリーグ最高

### タイトル
- 本塁打王：6回（1959年、1962年 - 1964年、1967年、1969年）
- 打点王：3回（1962年、1969年、1971年）

### 表彰
- シーズンMVP：1回（1969年）
- ルー・ゲーリッグ賞：1回（1971年）
- 殿堂入り（1984年）

### 記録
- MLBオールスターゲーム選出：11回（1959年、1961年、1963年 - 1971年）

### 背番号
- 25（1954年）
- 12（1955年 - 1956年）
- 3（1957年 - 1975年）※ミネソタ・ツインズの永久欠番